# 褻瀆旗幟

各地對褻瀆旗幟行為的處罰

褻瀆旗幟，是指在公眾地方有意地破壞、損壞或毀壞旗幟，而通常是針對國旗。被視為褻瀆旗幟的行為有焚燒、向其撒尿或大便、踐踏、撕毁、向其吐痰、用槍射擊、倒挂等。沙特阿拉伯国旗因其上写有清真言而不允许降半旗，如降半旗也属于亵渎。

## 具體情形

### 中華民國
《中華民國刑法》

第118條（侮辱外國國旗國章罪）

意圖侮辱外國，而公然損壞除去或污辱外國之國旗、國章者，處一年以下有期徒刑、拘役或九千元以下罰金。
第119條（請求乃論）

第一百一十六條之妨害名譽罪及第一百一十八條之罪，須外國政府之請求乃論。
第160條第1項（侮辱國旗國徽罪）

意圖侮辱中華民國，而公然損壞、除去或污辱中華民國之國徽、國旗者，處1年以下有期徒刑、拘役或9000元以下罰金。
實務上，損毀中華民國國旗不一定會被罰。如果無法證明破壞的旗子是符合《中華民國國徽國旗法》規定形制、大小和比例的國旗，就難以成罪，除此之外，法院對於破壞國旗來表達政治意見是否應受憲法保障尚無定論，曾在2017年聲請大法官釋憲，但憲法法庭尚未作出憲法判決。

### PRC

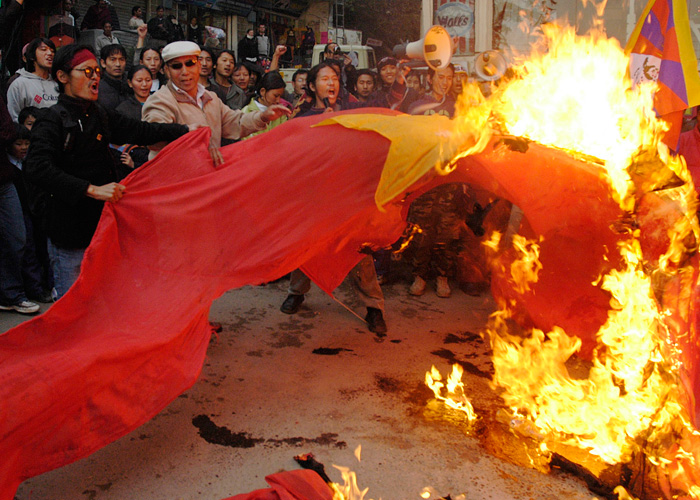
海外藏人焚烧五星旗

### 中华人民共和国

#### 法律
《中华人民共和国国旗法》第19条规定：在公共场合故意以焚烧、毁损、涂划、玷污、践踏等方式侮辱中华人民共和国国旗的，依法追究刑事责任；情节较轻的，由公安机关处以15日以下拘留。《中华人民共和国刑法》第299条：「在公众场合故意以焚烧、毁损、涂划、玷污、践踏等方式侮辱中华人民共和国国旗、国徽的，处3年以下有期徒刑、拘役、管制或者剥夺政治权利。」
港澳地區
自從1997年7月1日香港主權移交起，中華人民共和國國旗在香港的使用及保護以國旗及國徽條例訂定。該條例第4條禁止展示或使用破損、污損、褪色或不合規格的國旗。第5條第（2）款規定國旗必須按照附表1所列規格製造。第6條第(1)款禁止國旗或其圖案展示或使用於商標或廣告或私人喪事活動，否則依據第(3)款，如未經合法授權或並無合理辯解違反之，即屬犯罪，一經循簡易程序定罪，非法用於商標或廣告可處第5級罰款，而非法用於私人喪事活動可處第2級罰款。第7條規定，公開及故意以焚燒、毀損、塗劃、玷污、踐踏等方式侮辱國旗，即屬犯罪，一經定罪，可處第5級罰款及監禁3年。
而自1999年12月20日澳門治權移交起，中華人民共和國國旗在澳門的使用及保護以第5/1999號法律訂定。該法律第五條規定國旗或其圖案不得展示或使用於（1）商標或廣告；（2）私人喪事活動；（3）行政長官限制或禁止展示或使用國旗或其圖案的其他場合或場所。依據第九條，焚燒、毀損、塗劃、玷污或踐踏國旗，構成對國家象徵的不尊重。第九條也規定，以言詞、動作或散佈文書、又或以其他與公眾通訊的工具，公然侮辱國家象徵，又或對之不尊重者，處最高3年徒刑，或科最高360日罰金。依據第11條，違反第5條規定者，可罰澳門幣5千元至5萬元罰款。

#### 案例
- 1992年11月10日，福建省地质技工学校学生乔玉贵、吴振发、蔡国新、王澄海、何毅勇五人，因不满学校高压式的规章制度和管理，于当天凌晨2时许，王澄海用锁将学校值班室的门反锁；何毅勇在学校宿舍2楼墙壁上涂写反对护校队的标语；乔、吴、蔡三人到学校操场上把升挂在旗杆上的国旗降下，并换上两条偷来的男式长裤升挂在旗杆上。随后把降下的国旗浇上煤油，点燃后扔进护校队的值班室。最终福州市人民法院依照全国人民代表大会常务委员会《关于惩治侮辱中华人民共和国国旗国徽罪的决定》和《中华人民共和国刑法》第22条第1款、第14条第3款的规定，于1993年4月8日作出判决，以侮辱国旗罪判处乔玉贵管制1年6个月，判处吴振发、蔡国新各管制1年。这是自1990年10月1日《中华人民共和国国旗法》颁布以来，中华人民共和国首例侮辱国旗的案件。[5]
- 2002年6月7日，浙江省诸暨市陈宅镇沙塔村农民吕伟先，于当天下午冲进该村老年活动室，把悬挂在室内的国旗等物撕破，随后把撕破的国旗拿到村民赵志山的家门口点燃、烧毁。赵志山妻子上前制止，吕伟先恼羞成怒，拿起铁耙冲进赵家，将赵志山殴打致轻微伤。6月8日，吕伟先被警方刑事拘留。最终吕被当地法院以侮辱国旗罪判处有期徒刑2年6个月，以寻衅滋事罪判处有期徒刑2年，决定执行有期徒刑4年。[6]
- 2016年10月19日，香港立法會举行第二次會議，在點算人數期間，议员鄭松泰走到民建聯議員的坐席位置，並將議員自行帶來插在枱上的中國國旗和香港區旗倒轉，隨即被立法會主席梁君彥裁定行為不檢而趕離場，成為當屆會議上首個被逐離場的立法會議員。事件直至梁君彥宣布流會，鄭松泰仍逗留在會議廳內。[7]2017年4月10日，鄭松泰稱接獲中區警署通知，警方將會正式落案起訴鄭松泰「侮辱國旗罪」及「侮辱區旗罪」[8]。9月29日，裁判官裁定鄭松泰兩項控罪均成立，每項控罪各判罰款2,500港元，合共罰款5,000港元。[9]
- 2017年11月17日，青海省某餐厅负责人倒插国旗，涉嫌侮辱国旗，被公安机关行政拘留15日。[10]
- 2018年2月9日，广东省肇庆市广宁县一男子在舞狮表演中脚踏国旗，涉嫌侮辱国旗，被公安机关刑事拘留。[11]
- 2019年香港正值反修例运动，当地亦发生多起亵渎国旗的事件：
  - 2019年8月3日，一男子在香港特别行政区尖沙咀海港城外的五支旗桿处降下國旗后，將國旗丟入海中[12]，國旗4日凌晨被民間人員重新掛起[13]，但8月5日傍晚在同一位置再次發生國旗被扔事件[14]。
  - 2019年8月23日，“守護香港大聯盟”聯同香港的士司機從業員總會發起“守護香港 風雨同舟”大行動。当晚数百部的士車尾懸掛国旗，而当日有示威者將車身上懸掛的國旗扯下，并將幾面國旗贴在馬路上令車輛碾壓[15]。
  - 2019年9月1日，進行「和你飛2.0」活動，撤離機場後的示威者抵達東涌，展開另一輪示威行動，包括扯下、踐踏、焚燒東涌游泳池的国旗[16]。
  - 2019年9月21日，在「屯門公園再光復」遊行期间，一名13岁的女童将国旗拆下并烧毁[17]。
  - 2019年9月22日，沙田「和你Shop」活动期间，有示威者将沙田大会堂旗杆一面中国国旗拆下，包括罗敏聪在内等一班人将国旗带入新城市广场，之后有示威者将国旗放在地上，还有示威者将国旗喷黑，并淋上液体，再将国旗从广场三楼扔落地下。其后示威者将国旗取走并弃置在大型垃圾桶内，随后取出再弃置在沙田中央公园水池内，然后再次取出，最终弃置到城门河中。在参与示威的人士中，一名涉案青年罗敏聪因涉嫌侮辱国旗当晚被捕，并于10月15日在沙田法院认罪。10月29日，法院判决罗敏聪需完成200小时社会服务令。该案成为反修例运动以来首宗认定侮辱国旗罪的案件[18][19][20]。随后，港府不服提出上訴，上诉法院於是改判该名青年入狱20日，該青年成为首个在反修例运动中因侮辱国旗而需入狱者[21]。
  - 2019年12月22日，在「聲援維吾爾族人權集會」期间，有示威者將附近的国旗扯下拋棄於地上[22]。
- 2019年庆祝中华人民共和国成立70周年活动期间，中国大陆亦有发生多起亵渎国旗的事件：
  - 2019年9月30日晚，一名陳姓廣東籍男子在湖南張家界路过一間商鋪時，故意扯掉國旗丟在地上。该男子因侮辱國旗被处以12日行政拘留[23]。
  - 2019年10月3日凌晨，云南省禄丰县两名女性青年将当地KTV旁酒店外墙上插上的国旗拔下，并将国旗带至附近非机动车道、人行道上打闹，期间两名女青年将国旗扔到地上、拖行、踩踏。后两人因侮辱国旗被传唤接受调查[24]。
  - 2019年10月9日凌晨1时许，重庆市忠县一刘姓男子在忠县城区因酒后丢失手机，遂报警求助，并先后到忠县公安局忠州第一、第二派出所查看监控视频未能找回手机。凌晨3时许，该男子离开忠县公安局第二派出所，在步行至忠州街道红星广场国旗台附近时，为发泄不满情绪，男子先用随身携带的打火机将为庆祝中华人民共和国70周年升起的国旗旗杆绳烧断，之后国旗掉落至国旗台，最后男子再次用打火机将国旗点燃后离开。2019年12月23日下午，重庆市忠县人民法院对该男子以侮辱国旗罪判处有期徒刑1年[25]。
- 2019年10月6日，吉林省遼源市微博网友「Howard王顥達」身穿休斯顿火箭队球衣，并佩戴黑色口罩、眼罩及鴨舌帽，摆出以打火機點燃国旗的姿势。此时距休斯顿火箭队总经理达雷尔·莫雷发表支持反修例运动言论（参见2019年NBA涉港言论争议事件）仅过去一天。当地警方于7日发布公告，称该网友因「侮辱國旗」已被抓获[26]。
- 2019年10月7日清晨6时40分，浙江省杭州市一李姓男子折断国旗旗杆，后将国旗扔于地上，以撒尿、吐痰、脚踩等方式玷污、践踏国旗。该男子因侮辱国旗已被检察机关批准逮捕[27]。
- 2020年7月，患有直腸癌四期的社運人物古思堯到法院聲援壹傳媒創辦人黎智英及十四名被控煽惑非法集結的民主派成員，其間舉起一支倒轉並塗上「白色恐怖」、「法西斯恐怖」等字眼的國旗。鍾明新裁判官後裁定其侮辱國旗罪成，判即時監禁四個月，並祝福其早日康復。
- 2021年11月7日，因中国战队EDG夺得2021年英雄联盟全球总决赛冠军，陕西省杨凌职业技术学院一名学生将五星红旗扯下，替换成EDG的队旗。后来相关教职工发文辟谣：学生仅在空旗杆放旗，并未涉及国旗。学校在11月7日晚发布通告：个别电子竞技爱好者情绪激动，在南校区校园内空置旗杆悬挂EDG队旗，学校值班人员及时发现并制止，不存在降国旗情况[28]。

### 日本
虽然《日本国刑法》并未规定侮辱本国国旗（日本国旗）行为的刑罚，但对于侮辱外国国旗的行为制定了刑事处罚。《刑法》第92条规定：以侮辱外国为目的损坏、拆除、损毁国旗或国徽者，将被判处两年以下有期徒刑或20万日元以下罚款。（外国国章损坏罪）

#### 案例

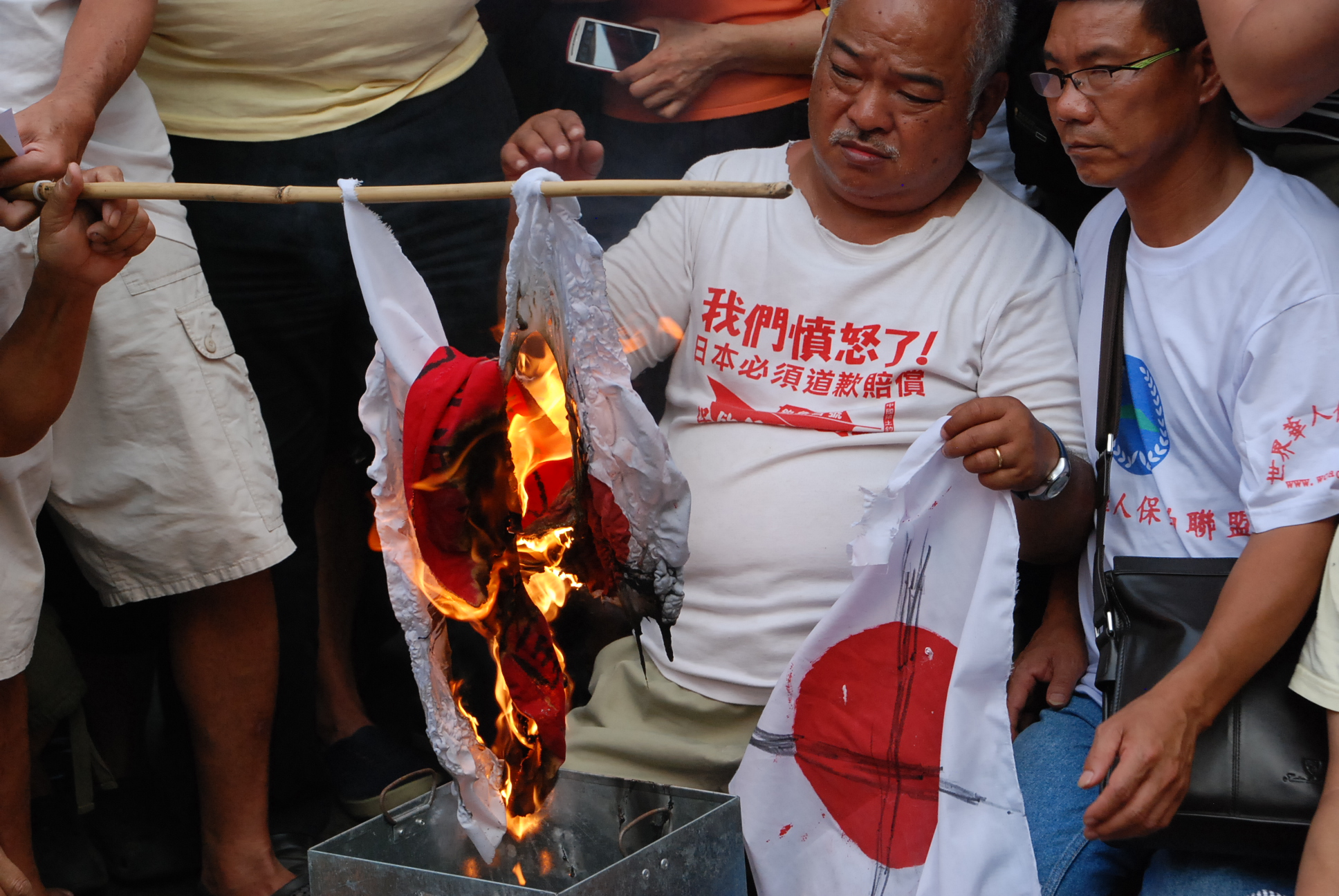
被焚烧的日本国旗，2012年香港反日游行

- 1956年7月，中国京剧演员梅兰芳来到日本时，大阪市内的关西华侨自由爱好同盟举行抗议，发生将街宣车上所悬挂的中华民国国旗（青天白日满地红旗）取走的事件。当时大阪地检署虽因中华民国政府的请求而发动侦查，但因日本刑法上的外国国章损坏罪不处罚除去民间人士所持的国旗，最后作出不起诉处分。

- 1958年5月2日，于长崎县长崎市的滨屋百货公司四楼展览会场，由日中友好协会长崎支部所主办的“中国邮票暨剪纸展览会”上，有名隶属右翼团体的28岁日本男性制图工闯入会场内，降下并毁损悬挂的中华人民共和国国旗（五星红旗），犯人即刻被警察所控制。但当时日本政府仅承认中华民国政府，故五星红旗并非日本刑法外国国章损坏罪的保护对象。结果在1958年12月3日仅以轻犯罪法“无故除去他人之看板”规定，以略式命令罚款500日圆。另在回应驻长崎中华民国领事馆的请求上，则仅止于较刑法规定的外国国章损坏罪（外国政府需告诉乃论罪）的较轻处分。此事件是为长崎国旗事件。

### 泰國
当地时间2017年1月7日凌晨3點29分，有兩名意大利遊客在泰國甲米府的一家賓館門前扯下泰國國旗。在泰國，故意毀壞泰國國旗最高可判2年有期徒刑。

### 新加坡
《新加坡国徽、国旗、国歌法》规定，民众对新加坡国旗作出侮辱行为，如焚烧、撕毁等，将会被处以至少1000新加坡元的罚款。

#### 案例
2019年8月4日，有男子在兀兰弯第774座组屋焚烧新加坡国旗，警方于7日以恶作剧纵火罪逮捕该男子。

### 印度尼西亞
在印尼，使用、折叠和存放印尼国旗时应该注意不会被撕破、弄脏或者破坏，更不能在印尼国旗上书写或者绘画或者添加其它标记。假如一面印尼国旗的状态已经破损到无法继续作为标志来使用的情况下它必须被庄严地销毁，最好是在不公开的情況下焚毁。

### 丹麦
在丹麥，焚燒丹麥國旗是合法的。但是根据丹麦刑法110(e)规定，侮辱外国国旗、联合国和欧洲理事会旗帜是非法的，因为丹麦议会认为，侮辱外国国旗可能会威胁丹麦的外交地位和国家安全。
根據丹麥傳統，焚燒旗幟亦是棄置破損旗幟的正確方法。根據傳統，必須小心以確保旗幟沒有著地，因此銷毀旗幟時必須在火焰頂部焚燒。

### 波蘭
在波兰，人们应该注意如何防止波兰国旗碰到在国旗下面的地面、地板或水坑。人们也应该保护国旗，使其不会被扯破或落到地上，在大雨、暴雪和强风中，也不应将国旗悬挂在室外。悬挂的国旗不能是脏的、被扯破的和退色的。当国旗无法再使用（根据以上的标准）时，它应该被有尊严地处理掉，最好将国旗从中切开，使其分成不同颜色的布料，然后焚毁。

### 美国

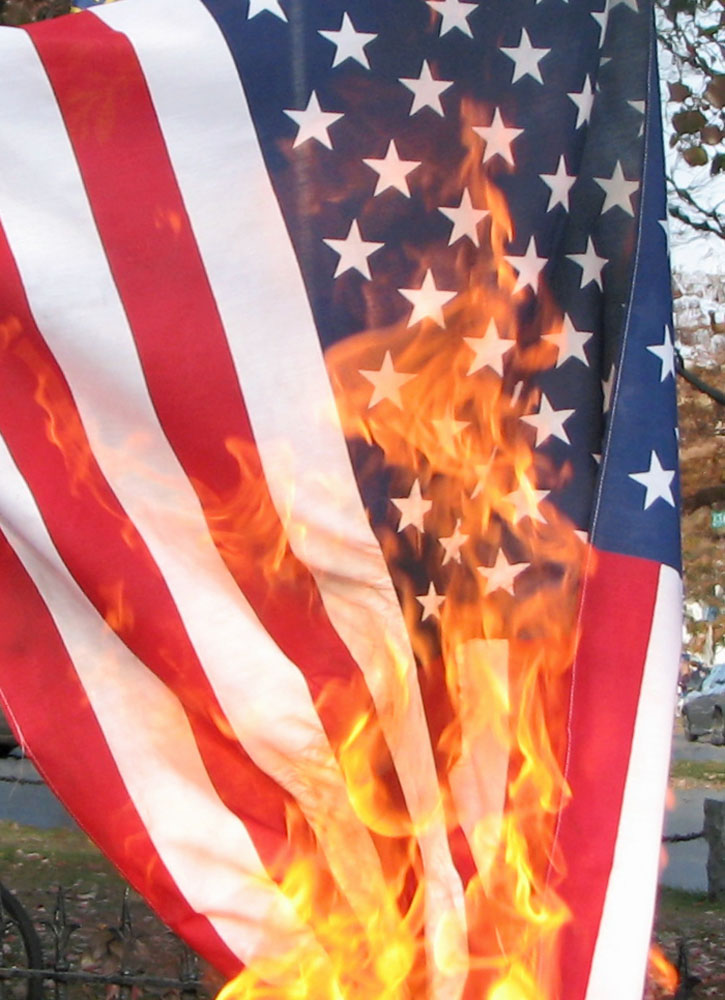
被焚烧的美国国旗，常作為反美的象徵

1989年美国最高法院就言论自由作出一项标志性的裁决。大法官以5票对4票裁决焚烧美国国旗属于言论自由，受美国宪法保护。
倒掛國旗在美國是表達面臨重大危險災難的訊息。

## 图集

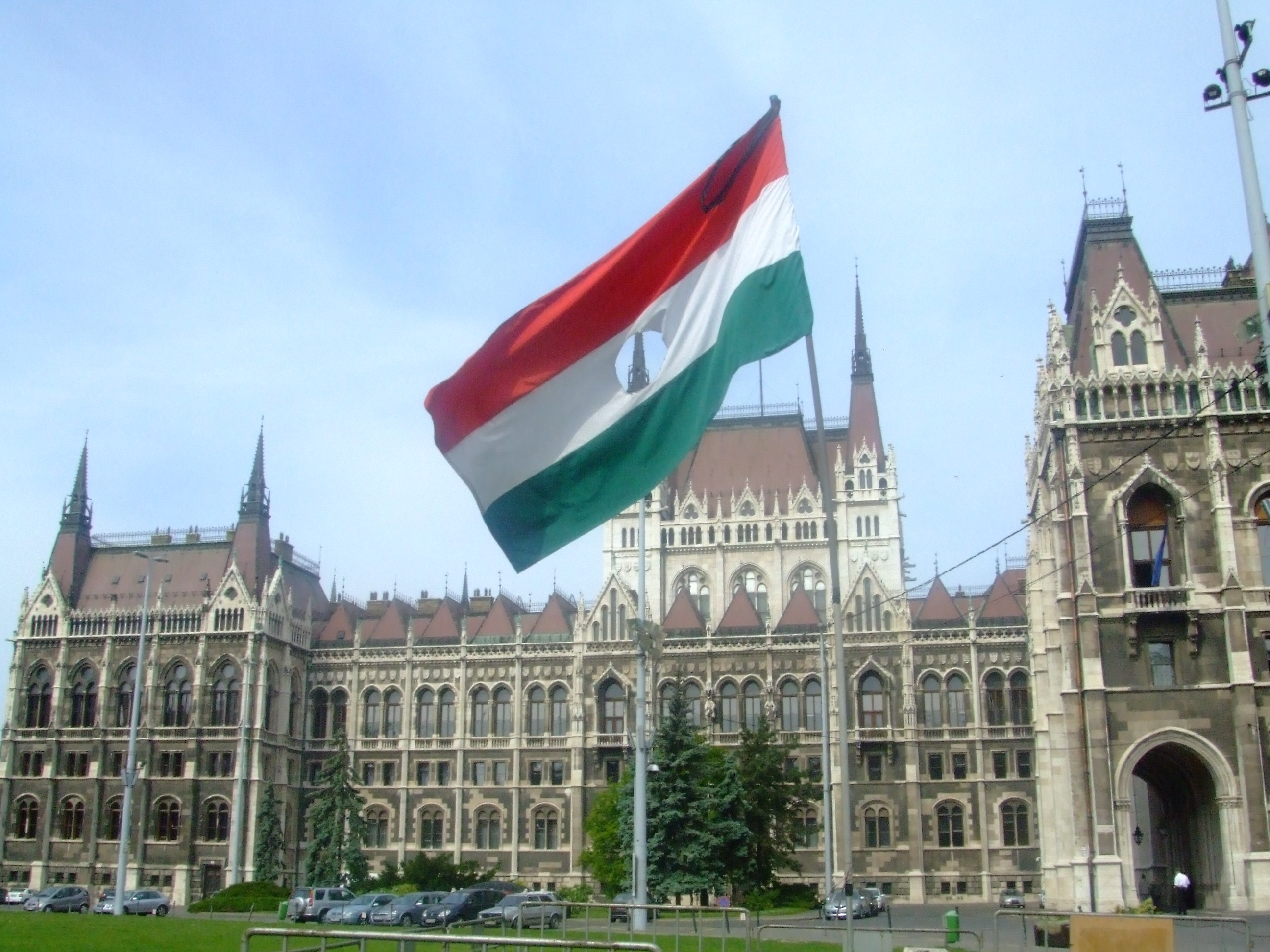
匈牙利十月事件反抗者將剪下國徽的旗幟掛在匈牙利國會大廈
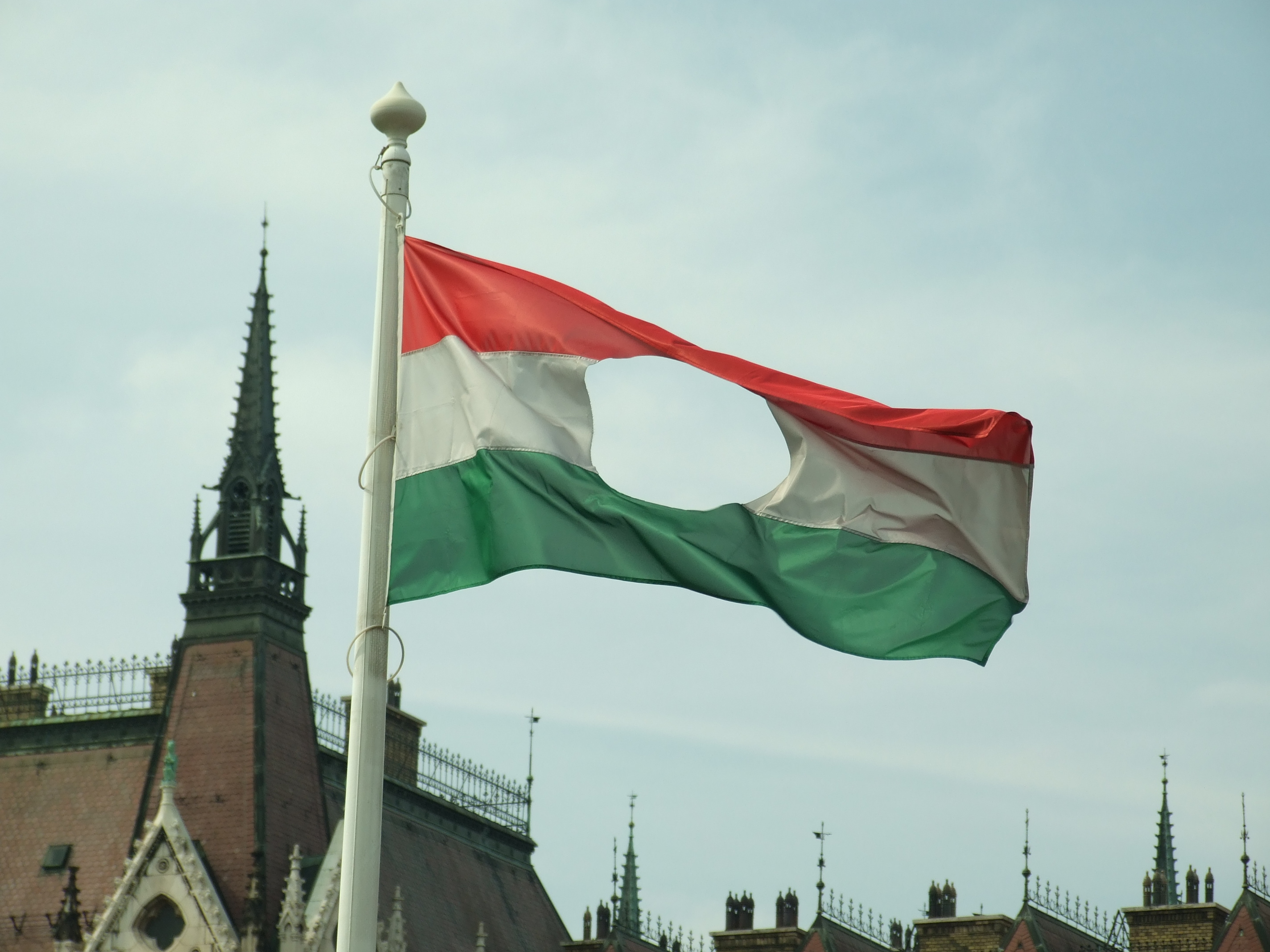
匈牙利十月事件之后，反抗者将旧国旗上的国徽剪除，留下一个洞
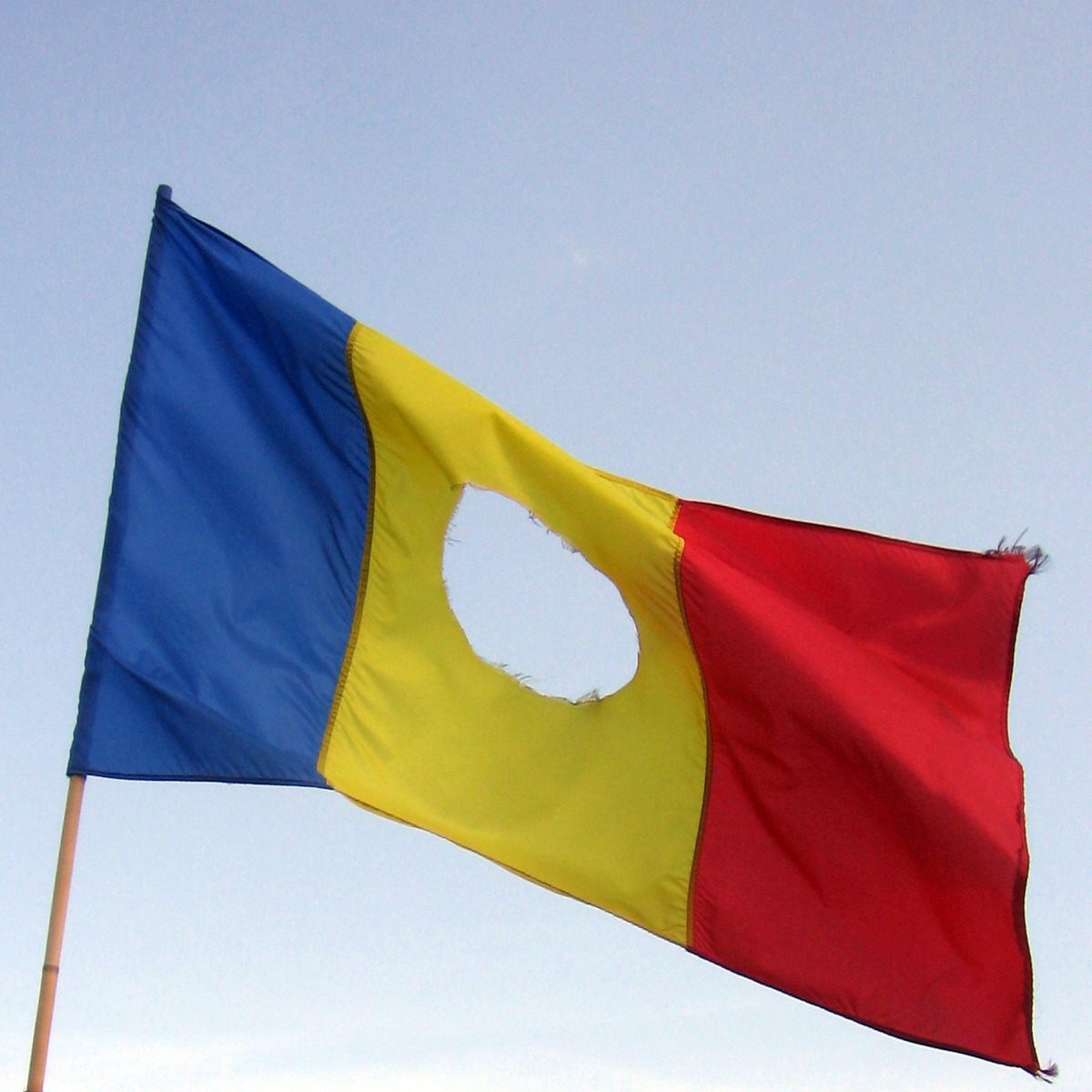
1989年罗马尼亚革命后，反抗者将旧国旗上的国徽剪除，留下一个洞。
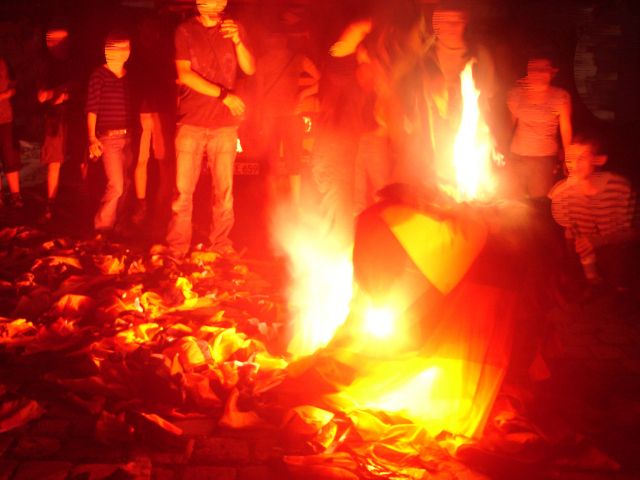
被焚烧的德国国旗，纽伦堡
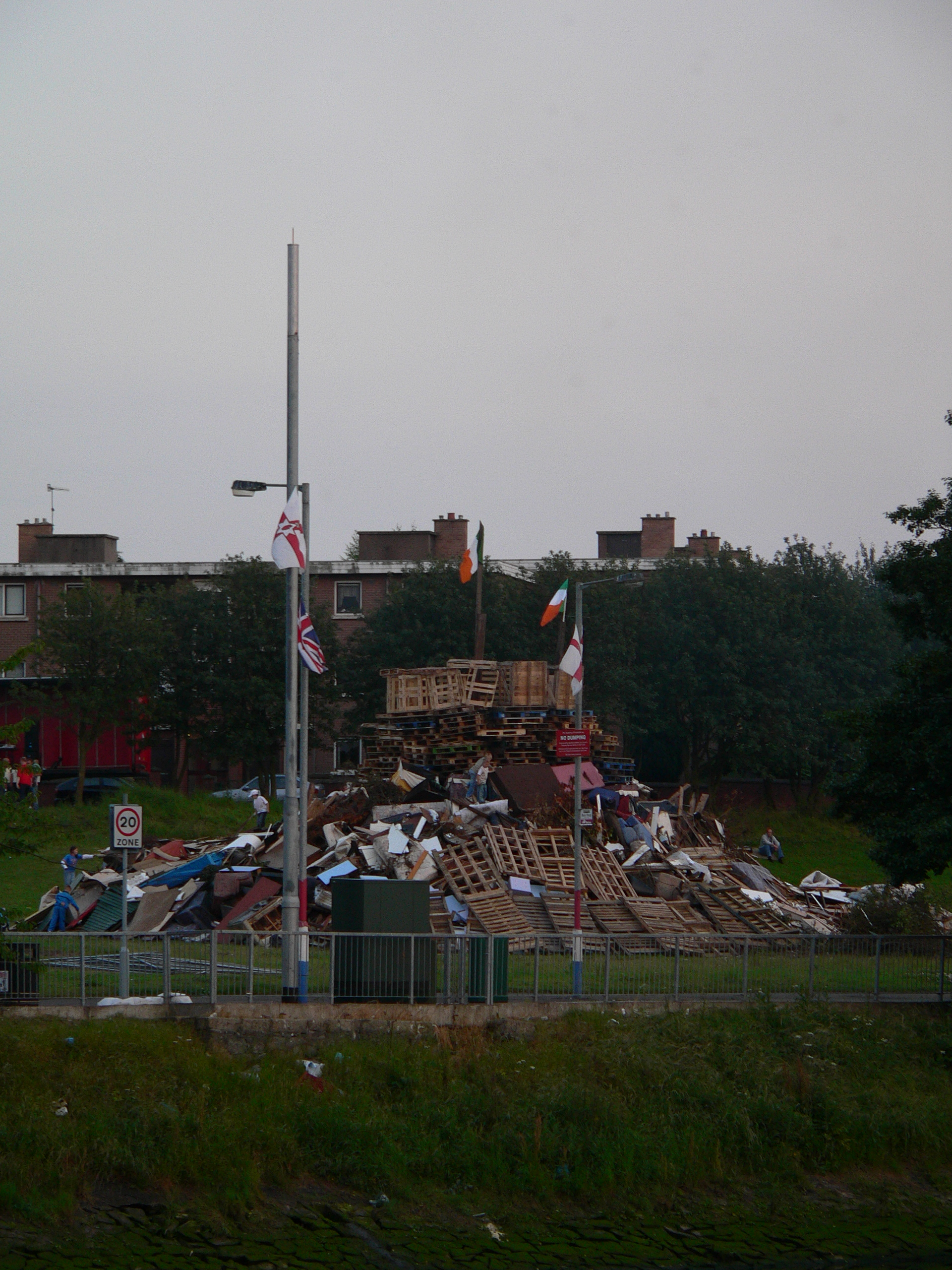
插在垃圾堆上的爱尔兰国旗
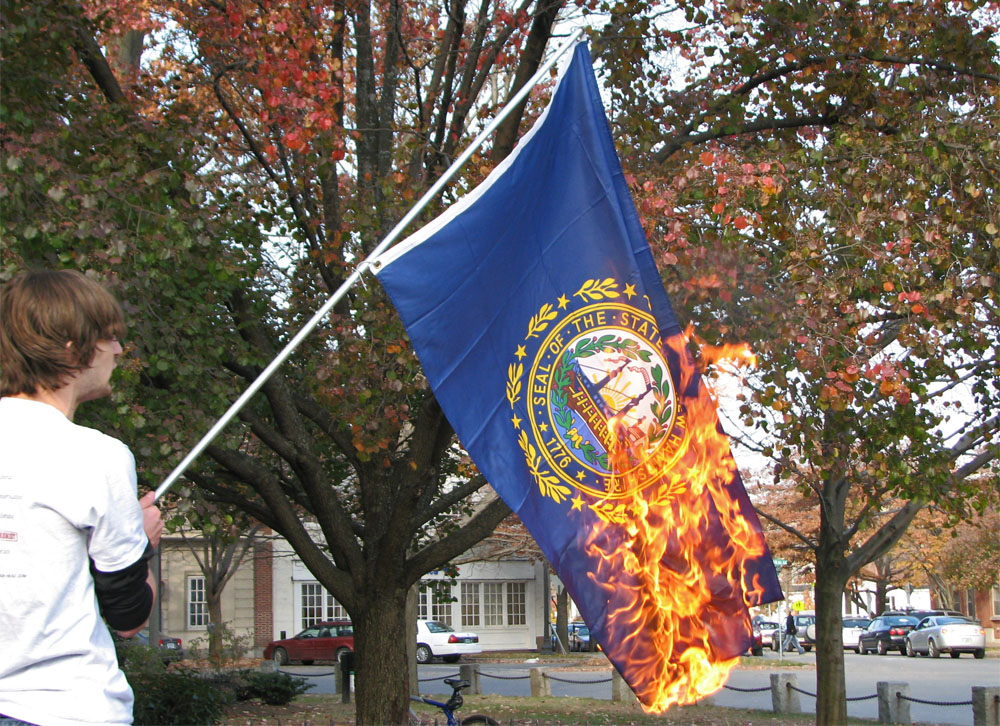
被焚烧的美国新罕布什尔州州旗
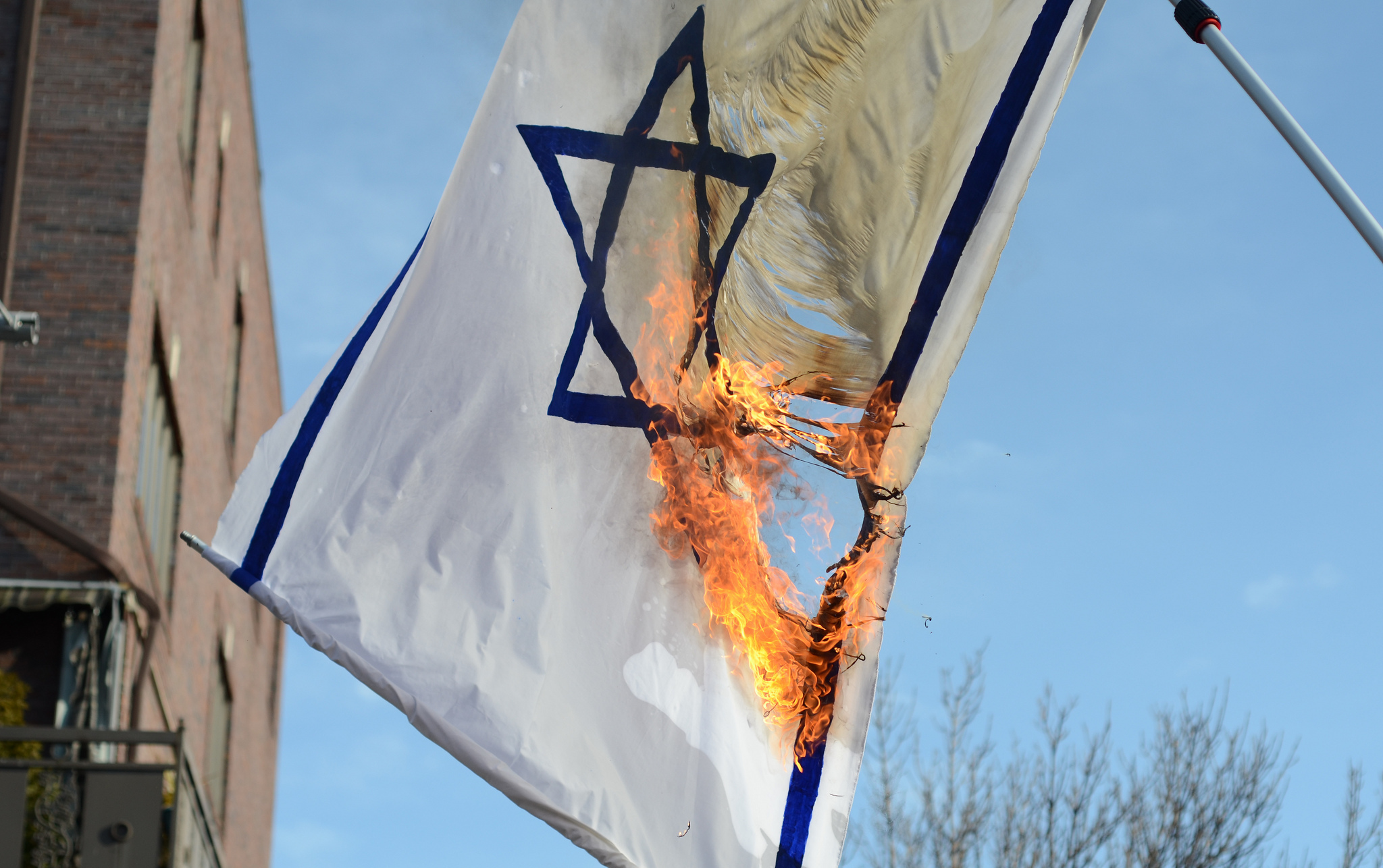
被焚烧的以色列国旗，纽约，常作為反猶太主義的象徵
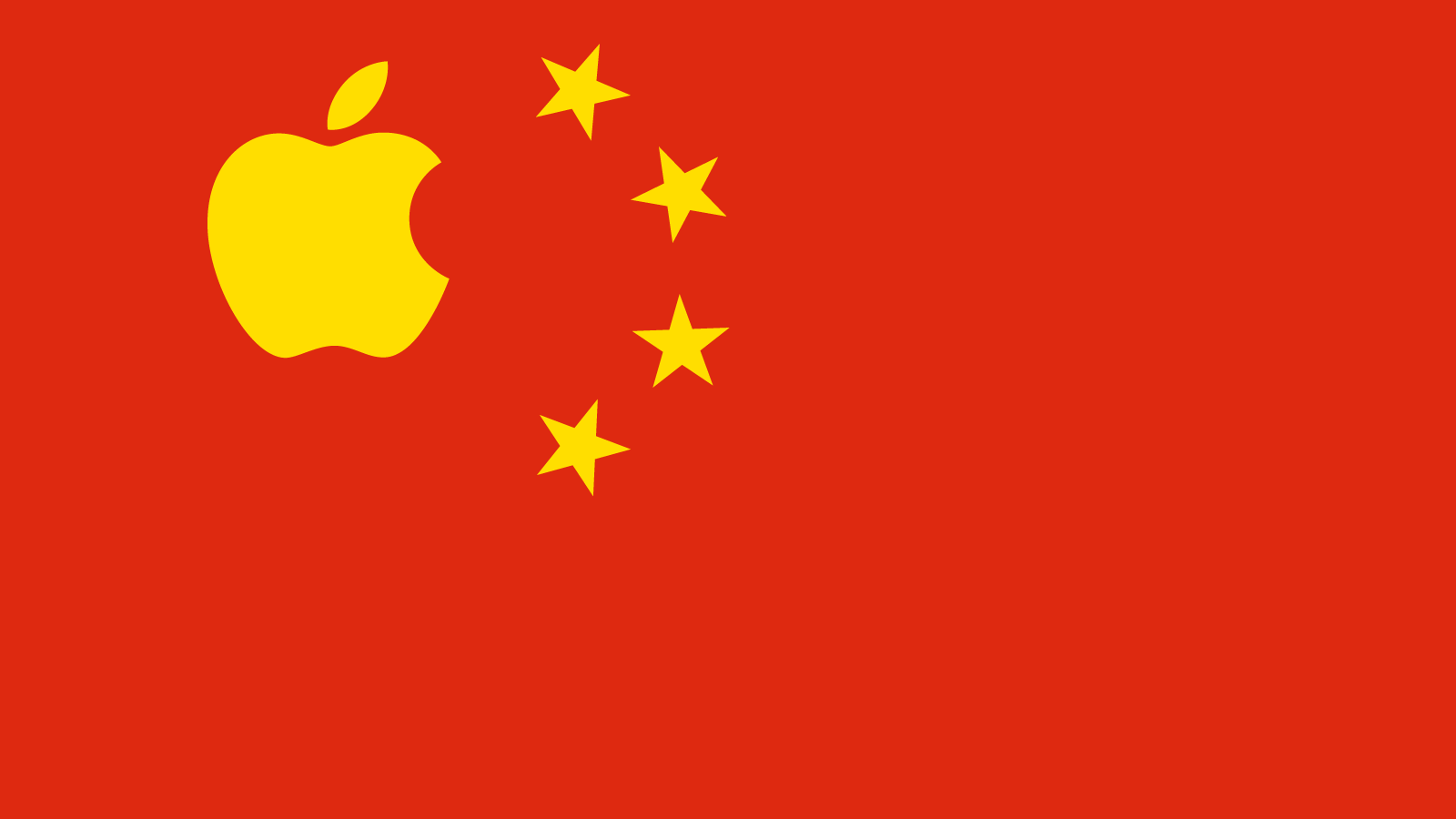
TechCrunch制作的五星旗，反映苹果公司和中国的密切关系
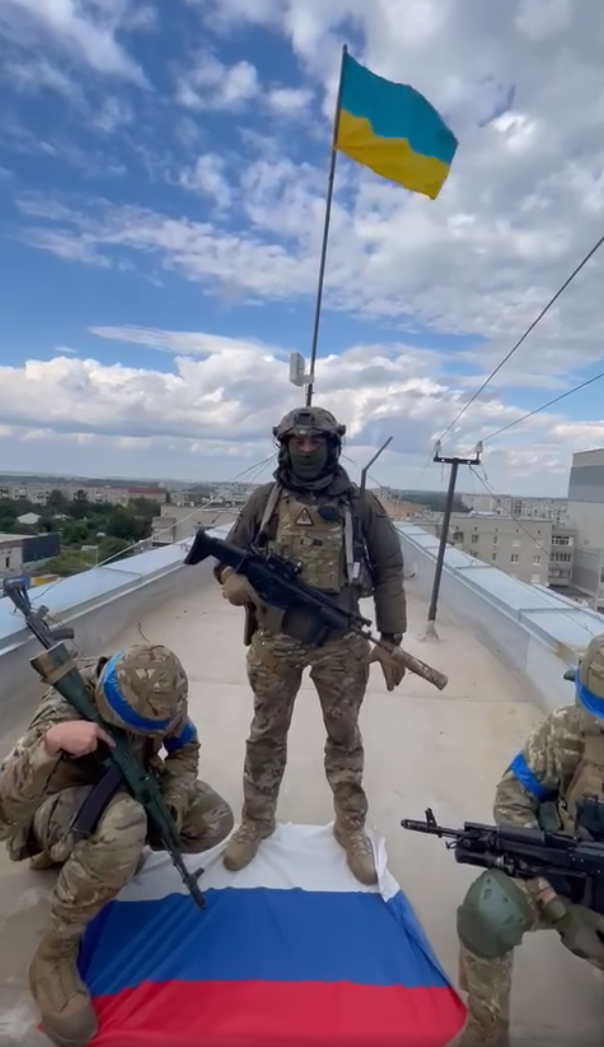
2022年哈爾科夫，乌克兰士兵踩踏俄羅斯國旗